# Jørgen Krogh (skuespiller)
 Der er flere personer med dette navn, se Jørgen Krogh.
Hans Jørgen Krogh (født 22. juli 1935 i Viborg, død 28. januar 1994) var en dansk skuespiller.
Efter at have været på teaterskole i London blev Krogh uddannet fra Skuespillerskolen ved Odense Teater i 1960.

## Filmografi
- Soldaterkammerater (1958)
- Skibet er ladet med (1960)
- Sorte Shara (1961)
- Flemming på kostskole (1961)
- Jetpiloter (1961)
- Løgn og løvebrøl (1961)
- Ta' det som en mand, frue (1975)
- Brand-Børge rykker ud (1976)

### Tv-serier
- Matador (1978-1981)